# Palingenia
Palingenia is een geslacht van haften (Ephemeroptera) uit de familie Palingeniidae.

## Soorten
Het geslacht Palingenia omvat de volgende soorten:
- Palingenia anatolica
- Palingenia apatris
- Palingenia fuliginosa
- Palingenia longicauda
- Palingenia orientalis
- Palingenia sublongicauda